# Bulgarije op het Eurovisiesongfestival 2017

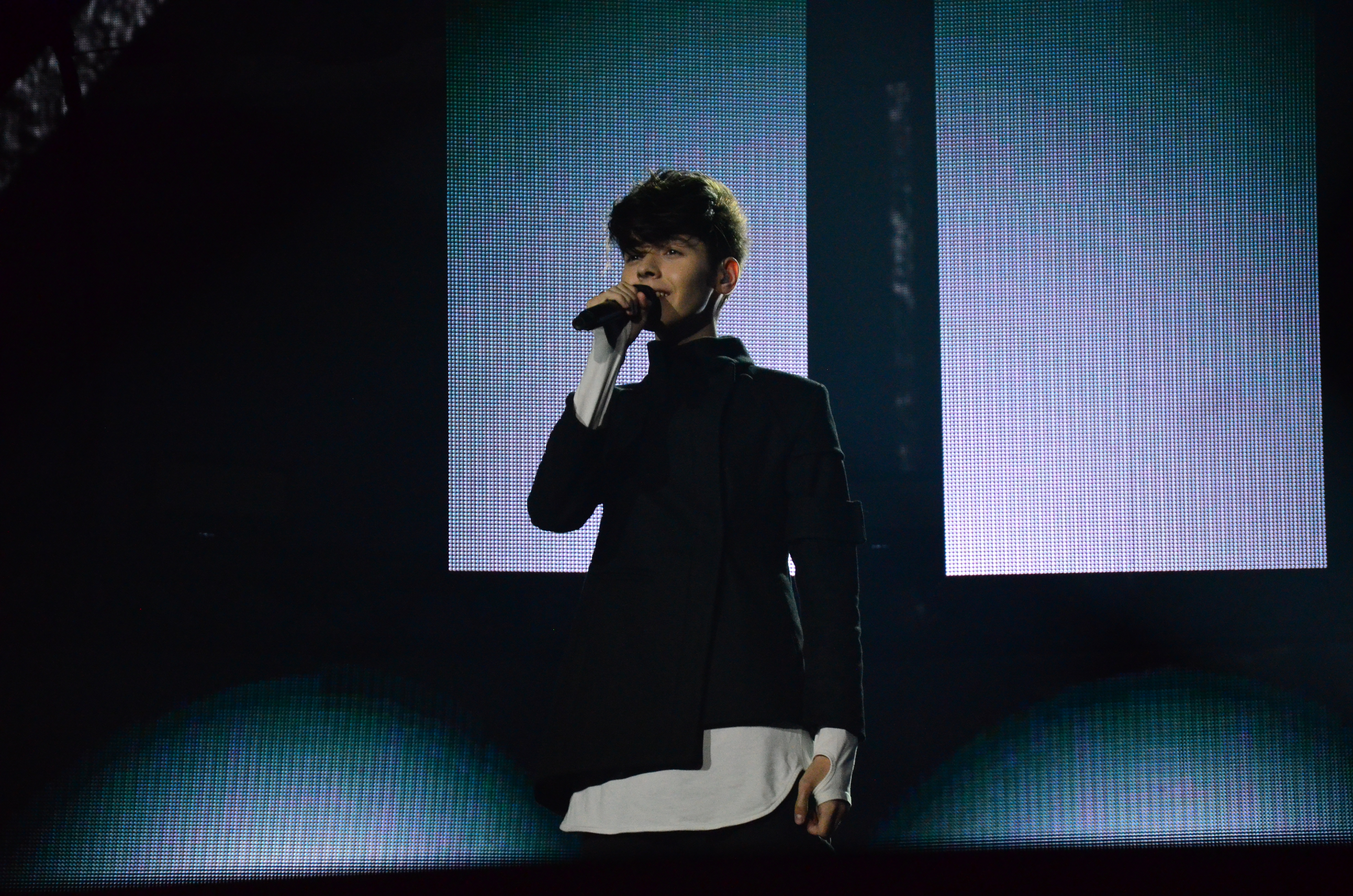
Kristian Kostov tijdens de generale repetitie voor de finale van het Eurovisiesongfestival 2017

Bulgarije nam deel aan het Eurovisiesongfestival 2017 in Kiev, Oekraïne. Het was de 11de deelname van het land aan het Eurovisiesongfestival. De publieke omroep BNT was verantwoordelijk voor de Bulgaarse bijdrage.

## Selectieprocedure
Net als een jaar eerder opteerde de Bulgaarse openbare omroep voor een interne selectie om diens act voor het Eurovisiesongfestival 2017 samen te stellen. De keuze viel uiteindelijk op Kristian Kostov, met het nummer Beautiful mess. De Bulgaarse act werd op 13 maart 2017 gepresenteerd aan het grote publiek.

## In Kiev
Bulgarije trad aan in de tweede halve finale, op donderdag 11 mei 2017. Twee dagen later werd in de finale de tweede plaats behaald.
2005 · 2006 · 2007 · 2008 · 2009 · 2010 · 2011 · 2012 · 2013 · 2014-2015 · 2016 · 2017 · 2018 · 2019-2020 · 2021 · 2022 · 2023-2025
Albanië · Armenië · Australië · Azerbeidzjan · België · Bulgarije · Cyprus · Denemarken · Duitsland · Estland · Finland · Frankrijk · Georgië · Griekenland · Hongarije · Ierland · IJsland · Israël · Italië · Kroatië · Letland · Litouwen · Macedonië · Malta · Moldavië · Montenegro · Nederland · Noorwegen · Oekraïne · Oostenrijk · Polen · Portugal · Roemenië · San Marino · Servië · Slovenië · Spanje · Tsjechië · Verenigd Koninkrijk · Wit-Rusland · Zweden · Zwitserland